# Championnats de France interclubs d'athlétisme
Pour les articles homonymes, voir Championnats de France interclubs.
Les Championnats de France Interclubs d'athlétisme sont une compétition par équipe comprenant 39 épreuves dans lesquelles chaque club peut présenter 2 athlètes, et qui se déroulent pendant le mois de mai. Les interclubs existent aussi pour les jeunes, mais se déroulent quant à eux en octobre.
La première division nationale est composée des 64 clubs ayant obtenu les meilleures performances à l'édition précédente des championnats interclubs. Ces 64 équipes sont réparties en 4 poules : Division Élite, Division Nationale 1A, Division Nationale 1B, Division Nationale 1C.
Les autres clubs sont engagés en Division Nationale 2. Les championnats interclubs de Nationale 2 sont organisés par les Comités Interrégionaux. Puis les ligues régionales organisent les championnats de Nationale 3 et régionaux.
Les championnats interclubs sont organisés sur 2 week-end. Lors du premier week-end, les 64 clubs de Nationale 1 sont répartis en poules géographiques. Tous les classements s’effectuent à la Table Internationale IAAF. À chaque performance établie correspond un nombre de points selon la table en vigueur.
À l'issue de ce premier tour, les clubs de chaque division sont répartis en 2 groupes (8 clubs en finale de division, 8 clubs en rencontre de classement de division) selon les points acquis lors du premier tour. Au second tour, les classements s'effectuent à la place depuis 2011. Auparavant, les classements étaient effectués comme au premier tour à la table hongroise.
À l'issue du 2e tour, les clubs classés 6e, 7e et 8e de la rencontre de classement descendent en division inférieure et les clubs classés 1er, 2e et 3e des finales de N1A, N1B et N1C accèdent à la division supérieure.
Le  CA Montreuil 93 a remporté 14 titres interclubs consécutifs entre 1997 et 2010, avant d'être détrôné par l'Entente Franconville Césame Val d'Oise en 2011 et de reprendre son titre l'année suivante.
Les championnats de France Interclubs d'athlétisme n'ont pas eu lieu lors de la saison 2019-2020 pour cause de Covid-19. Cette décision a été reconduite lors de la saison 2020-2021.

## Palmarès

### Hommes
| Année | Lieu         | Vainqueur       | Points | Deuxième        | Points | Troisième                  | Points |
| ----- | ------------ | --------------- | ------ | --------------- | ------ | -------------------------- | ------ |
| 2004  | Franconville | CA Montreuil 93 | 36 739 | AS Saint-Junien | 35 995 | Martigues Sport Athlétisme | 35 969 |
| 2005  | Franconville | CA Montreuil 93 | 37 309 | AS Saint-Junien | 35 417 | ASPTT Lille Métropole      | 34 658 |

### Femmes
| Année | Lieu          | Vainqueur       | Points | Deuxième              | Points | Troisième                | Points |
| ----- | ------------- | --------------- | ------ | --------------------- | ------ | ------------------------ | ------ |
| 2004  | Vénissieux    | CA Montreuil 93 | 32 570 | Racing Club de France | 31 205 | Neuilly-Plaisance Sports | 30 976 |
| 2005  | Aix-les-Bains | CA Montreuil 93 | 31 958 | AS Aix-les-Bains      | 30 954 | Amiens UC Athlétisme     | 30 927 |

### Mixtes
Les interclubs sont mixtes depuis 2006.
| Années | Or                                                     | Argent                                                 | Bronze                                                 |
| ------ | ------------------------------------------------------ | ------------------------------------------------------ | ------------------------------------------------------ |
| 2006   | CA Montreuil 93 68 376 pts                             | Racing club de France 65 269 pts                       | Franconville Ermont Eaubonne 62 923 pts                |
| 2007   | CA Montreuil 93 68 224 pts                             | Lille Métropole Athlétisme 65 071 pts                  | Racing club de France 62 085 pts                       |
| 2008   | CA Montreuil 93 70 240 pts                             | Lille Métropole Athlétisme 65 826 pts                  | Lagardère Paris Racing 65 761 pts                      |
| 2009   | CA Montreuil 93 67 068 pts                             | Lagardère Paris Racing 65 696 pts                      | Lille Métropole Athlétisme 63 186 pts                  |
| 2010   | CA Montreuil 93 70 262 pts                             | Entente Franconville Césame Val d'Oise 69 083 pts      | Lagardère Paris Racing 65 818 pts                      |
| 2011   | Entente Franconville Césame Val d'Oise 847,5 pts       | CA Montreuil 93 843 pts                                | Lille Métropole Athlétisme 664 pts                     |
| 2012   | CA Montreuil 93 896,5 pts                              | Entente Franconville Césame Val d'Oise 895,5 pts       | Montpellier Athletic Méditerranée Métropole 597,5 pts  |
| 2013   | Entente Franconville Césame Val d'Oise 873 pts         | CA Montreuil 93 857 pts                                | Lille Métropole Athlétisme 727,5 pts                   |
| 2014   | Entente Franconville Césame Val d'Oise 878,5 pts       | CA Montreuil 93 846 pts                                | Lille Métropole Athlétisme 732,5 pts                   |
| 2015   | Entente Franconville Césame Val d'Oise 915 pts         | CA Montreuil 93 868,5 pts                              | Lille Métropole Athlétisme 725 pts                     |
| 2016   | Entente Franconville Césame Val d'Oise 69 466 pts      | CA Montreuil 93 68 758 pts                             | Amiens Université Club Athlétisme 63 174 pts           |
| 2017   | CA Montreuil 93 69 489 pts                             | Entente Franconville Césame Val d'Oise 68 816 pts      | Lille Métropole Athlétisme 64 144 pts                  |
| 2018   | CA Montreuil 93 68 741 pts                             | Entente Franconville Césame Val d'Oise 66 934 pts      | Lille Métropole Athlétisme 63 908 pts                  |
| 2019   | CA Montreuil 93 67 419 pts                             | Entente Franconville Césame Val d'Oise 65 673 pts      | SCO Sainte-Marguerite Marseille 62 017 pts             |
| 2020   | Édition annulée en raison de la pandémie de Covid-19   | Édition annulée en raison de la pandémie de Covid-19   | Édition annulée en raison de la pandémie de Covid-19   |
| 2021   | Challenge régional des clubs, pas d'édition classique, | Challenge régional des clubs, pas d'édition classique, | Challenge régional des clubs, pas d'édition classique, |
| 2022   | Entente Franconville Césame Val d'Oise 69 144 pts      | CA Montreuil 93 67 762 pts                             | Lille Métropole Athlétisme 65 817 pts                  |
| 2023   | CA Montreuil 93 67 548 pts                             | Entente Franconville Césame Val d'Oise 66 405 pts      | EA Cergy-Pontoise Athlétisme 64 901 pts                |
| 2024   | CA Montreuil 93 67 519 pts                             | EA Cergy-Pontoise Athlétisme 65 966 pts                | Entente Franconville Césame Val d'Oise 65 538 pts      |
| 2025   | Entente Franconville Césame Val d'Oise 68 568 pts      | Stade bordelais athlétisme 67 570 pts                  | EA Cergy-Pontoise Athlétisme 65 139 pts                |

## Épreuves
Les épreuves disputées sont les suivantes :
| Épreuves        | Chez les hommes | Chez les femmes |
| --------------- | --------------- | --------------- |
| 100 m           | X               | X               |
| 200 m           | X               | X               |
| 400 m           | X               | X               |
| 800 m           | X               | X               |
| 1 500 m         | X               | X               |
| 3 000 m         | X               | X               |
| 100 m haies     |                 | X               |
| 110 m haies     | X               |                 |
| 400 m haies     | X               | X               |
| 3 000 m steeple | X               |                 |
| 3 000 m marche  |                 | X               |
| 5 000 m marche  | X               |                 |

| Épreuves          | Chez les hommes | Chez les femmes |
| ----------------- | --------------- | --------------- |
| Saut en longueur  | X               | X               |
| Saut en hauteur   | X               | X               |
| Triple saut       | X               | X               |
| Saut à la perche  | X               | X               |
| Lancer du poids   | X               | X               |
| Lancer du disque  | X               | X               |
| Lancer du marteau | X               | X               |
| Lancer du javelot | X               | X               |
| 4 × 100 mètres    | X               | X               |
| 4 × 400 mètres    | X               | X               |

## Interclubs 2019
| Rang | Club                                   | Points |
| ---- | -------------------------------------- | ------ |
| 1er  | CA Montreuil 93                        | 67 419 |
| 2e   | Entente Franconville Césame Val d'Oise | 65 673 |
| 3e   | SCO Sainte-Marguerite Marseille        | 62 017 |
| 4e   | Clermont Athlétisme Auvergne           | 60 931 |
| 5e   | Lille Métropole Athlétisme             | 60 873 |
| 6e   | Haute Bretagne Athlétisme              | 60 332 |
| 7e   | Amiens Université Club Athlétisme      | 59 827 |
| 8e   | Nice Côte D'Azur Athlétisme            | 58 781 |

| Rang | Club                         | Points |
| ---- | ---------------------------- | ------ |
| 1er  | US Talence Athlétisme        | 60 970 |
| 2e   | EA Grenoble 38               | 60 710 |
| 3e   | Stade sottevillais 76        | 59 935 |
| 4e   | EA Cergy Pontoise Athlétisme | 59 581 |
| 5e   | Lyon Athlétisme              | 59 389 |
| 6e   | Athlétisme Metz Métropole    | 59 074 |
| 7e   | AS Aix-Les-Bains             | 59 035 |
| 8e   | Entente Sud lyonnais         | 57 150 |

## Interclubs 2022
| Rang | Club                                   | Points |
| ---- | -------------------------------------- | ------ |
| 1er  | Entente Franconville Césame Val-d'Oise | 69 144 |
| 2e   | CA Montreuil 93                        | 67 762 |
| 3e   | Lille Métropole Athlétisme             | 65 817 |
| 4e   | Clermont Athlétisme Auvergne           | 63 143 |
| 5e   | EA Grenoble 38                         | 61 389 |
| 6e   | Haute Bretagne Athlétisme              | 60 747 |
| 7e   | US Talence Athlétisme                  | 60 322 |
| 8e   | SCO Sainte-Marguerite Marseille        | 58 719 |

| Rang | Club                              | Points |
| ---- | --------------------------------- | ------ |
| 1er  | EA Cergy Pontoise Athlétisme      | 65 225 |
| 2e   | Stade bordelais athlétisme        | 63 291 |
| 3e   | Amiens Université Club Athlétisme | 61 345 |
| 4e   | Stade sottevillais 76             | 60 799 |
| 5e   | Lyon Athlétisme                   | 60 147 |
| 6e   | Antony Athlétisme 92              | 60 126 |
| 7e   | Nice Côte D'Azur Athlétisme       | 58 833 |
| 8e   | Athlé 91                          | 58 799 |